# Serhii Fesenko
Serhii Fesenko (n. 29 ianuarie 1959, Krîvîi Rih, RSS Ucraineană, URSS) este un înotător ce a reprezentat Uniunea Republicilor Sovietice Socialiste, medaliat olimpic. A participat la o ediție a Jocurilor Olimpice (1980) în care a câștigat o medalie de aur și o medalie de argint.